# Čilberk
Čilberk (nemško Zeiselberg) je naselje v trški občini Štalenska gora v okraju Celovec-dežela na osrednje-severem robu Celovškem polju na Južnem Koroškem oz. v zvezni deželi Koroška v Avstriji.

## Zgodovina
Vas Čilberk je edino naselje v istoimenski katastrski občini, ki izvira iz srednjeveške grajske utrdbe. Po gradu je dobila vas svoje ime. V 13. stoletju so bili skoraj vsi kmetje ob vznožju gradu verjetno še vedno dolžni plačevati dajatve gospostvu Čilberk - vendar je ta obveznost leta 1293 nenadoma prenehala. V naslednjih stoletjih so vse kmetije v Čilberku - razen huba p.d. Kraut - prešle v roke različnih posestnikov z odkupom ali donacijo.
P.d. Kraut je skupaj z ostalimi posestmi v Čilberku prešla na gospostvo Črni Grad pri Velikovcu. V urbarju iz leta 1570 je vsekakor še zapisana in razdeljena med bratoma (Gregor in Primož [Primus]  Kraut) in je bila očitno veliko večja kot danes. Do 19. stoletja je vključevala tudi posestvo p.d. Jožap. v sosednjem Šenttomažu pri Celovcu.
Tamišova huba, ki je bila skupaj s Krautovo hubo nekdanji majrof gradu, je rodbina Aufensteinerovih (nem. Aufensteiner) verjetno že v 14. stoletju podarila celovški župniji Šentilj. Druge kmetije so prišle k različnim posestnikom kot fevdi deželnih gospoščin. Habnerjevo hubo, ki je danes izginila, so mlajši Čilberžani leta 1377 prodala cerkvi v Šenttomažu. Nekatere druge manjše hube, kot jih je bilo na pobočju gore in ki so pripadale posestvu Partovca, so že zdavnaj izginila.
Arhitekturno podobo vasi je korenito spremenil katastrofalni požar leta 1834. Takrat je v celoti pogorelo pet kmetij, okrajni urad v Celovcu pa je po vsej Južni Koroški organiziral zbiranje donacij za obubožane prebivalce Čilberka. Ob obnovi vasi so izbrali novo razporeditev parcel in posamezne kmetije (zlasti kmetijo Muhl) preselili iz neposredne okolice. V Čilberku so bili zgrajeni značilni primeri zidanih kmečkih hiš, ki so nastale v obdobju bidermajer ja, s skoraj kvadratnim tlorisom in pravilnimi okenskimi osmi.

## Ruševina gradu Čilberk
Zahodno od Šenttomaža se nahaja na vzpetini nad vasjo Čilberk istoimenska ruševina gradu, ki nadgleda Čilberško polje.. Grad se prvič omenja v neki listini iz leta 1250. Gre za pomemben grad ministerialov, ki ga je dal zgraditi Albert, sin Hainricusa Ziesela v drugi polovici 13. stoletja. Vendar je grad bil zrušen po obleganju že konec 13. stoletja v okviru zatiranja upora proti Habsburžanom. Jedro gradu zaščiti na severni in na zahodni strani mogočen jarek. Krožno obzidje ima jajčasti tloris. Ob vzhodni strani se je nahajalo stanovanjsko poslopje. Originalno zidovje je večinoma ohranjeno le do višine kolen. Lokalno društvo si prizadeva raziskovanje in rabo ruševine.

## Ledinska imena
V franciscejskem katastru sta zapisana ledinsko ime Čilberško polje (Zeiselberger Feld) ter Na tamnah. Slednje je tudi osrednji siže literarne črtice domačega avtorja Bojan-Ilije Schnabla.

## Hišna imena
V zapisih slovenske Hranilnice in posojilnice Št. Tomaž iz Šenttomaža pri Celovcu so v Čilberku kot člani zapisani 
- p.d. Cestar (Oru Johann, Cestar v Čilbergu (sic!),
- Marija Trann pd. Hafnerjeva v Čilbergu (sic!);
- Tamiš (Kramer Margareta v Čilberku).[16][17]

Wilhelm Wadl še omenja sledeče hube: Kraut, Muhl, Tamiš ter Habner (danes izginila)

## Poimenovanje
Pavel Zdovc je zapisal rabo krajevnega imena kot sledi: Čilberk (î); nem. Zeiselberg; v Čilberku, v Čilberk, iz Čilberka; kraj pogov. čilberški.

## Domače narečje
Tu nekoč povsem domače slovensko narečje je (bila) ‘’poljanščina Celovškega polja’’, kot je bilo raziskovano v disertaciji leta 1973 in terminološko tako opredeljeno v okviru znanstveno-raziskovalnega dela na Enciklopediji slovenske kulturne zgodovine na Koroškem na osnovi novih raziskovanj o Celovškem polju samem. 
Domače narečje, hišna in ledinska imena, imena ljudi ter zgodovina kraja so zapisani v številnih literarnih delih domačina Bojana-Ilije Schnabl.
Nemščina oziroma nemško narečje je tu prisotno v obliki osrednjega koroškega nemškega narečja.

## Domače slovensko leposlovje o Čilberu
- Bojan-Ilija Schnabl: Tamnah, Na Tamnah – Temna gora: Zgodovinska črtica o imenu hriba nad Celovškim poljem. V: Koledar Mohorjeve družbe 2013. Celovec 2012, str. 134-137.
- Bojan-Ilija Schnabl: Magnolija in tulipani, Pripovedi in resnične pavljice s Celovškega polja. Celovec, založba Drava 2014, ISBN 978-3-85435-740-7.[25][26]
- Bojan-Ilija Schnabl: Poljanski camino, Dvanajst razodetji s Celovškega polja. Celovec, Mohorjeva 2018.